# Kostocikî (Kirove), Poltava
Kostocikî (în ucraineană Косточки) este un sat în comuna Kirove din raionul Poltava, regiunea Poltava, Ucraina.

## Demografie
Componența lingvistică a localității Kostocikî
     Ucraineană (90,91%)
     Rusă (9,09%)
Conform recensământului din 2001, majoritatea populației localității Kostocikî era vorbitoare de ucraineană (90,91%), existând în minoritate și vorbitori de rusă (9,09%).